# 서번트 리더십
서번트 리더십(servant leadership)이란 구성원에게 목표를 공유하고 구성원들의 성장을 도모하면서, 리더와 구성원의 신뢰를 형성시켜 궁극적으로 조직성과를 달성하게 하는 리더십이다. 서번트 리더십은 리더가 구성원 섬기는 자세로 그들의 성장 및 발전을 돕고 조직 목표 달성에 구성원 스스로 기여하도록 만든다.

## 정의
- Greenleaf(1970)는 리더를 다른 사람에게 봉사하는 하인(servant)으로 생각하고, 구성원을 섬김의 대상으로 보아 명령과 통제로 일관하는 자기중심적 리더가 아닌 신뢰와 믿음을 바탕으로 개방적인 가치관을 지닌 리더로 보았다. 따라서 그는 서번트 리더십을 ‘타인을 위한 봉사에 초점을 두며, 종업원, 고객 및 공동체를 우선으로 여기고 그들의 욕구를 만족시키기 위해 헌신하는 리더십’이라고 정의하였다.

- Schwartz(1991)는 서번트 리더십을 조직과 구성원의 목표가 균형을 이루는 가운데 구성원 각자를 팀 리더의 일부로 봄으로써 자율성과 공동체 의식, 주인의식을 갖도록 내재적인 의미를 부여하여 지시보다는 조언과 대화를 중요한 관리도구로 사용하고, 구성원의 일체화와 공감대 형성을 통하여 조직의 목표를 달성하는 리더십이라 정의하였다.

- Spears(1995)는 서번트 리더십을 모든 사람의 존엄성과 가치에 대한 믿음을 가지고 리더의 권력은 부하로부터 기인한다는 민주주의 원칙에 입각한 리더십이라고 정의한 바 있다.[3]

## 역사
- Robert K. Greenleaf는 1904년 인디애나의 테러 호트에서 태어났다. 그는 1926년에 수학 전공으로 대학을 졸업했으며 바로 세계에서 가장 큰 회사 중 하나인 AT&T에 취직을 했다. 그는 직장을 다니면서 그 당시에는 흔한 생각이 아니었던, “조직은 조직을 위해 존재하는 사람들을 위해 존재하는 것”이라는 생각을 하게 되었는데, 그는 헤르만 헤세의 ‘동방순례(Journey to the East)’에 등장하는 레오(Leo)라는 인물을 통해 새로운 리더십의 모델로 서번트 리더십 이론을 제안하였다. 소설 속에 등장하는 레오는 순례단의 궂은 일을 도맡아 하는 하인과 같은 존재로서 구성원 중 가장 낮은 위치에 있었다. 여행 도중 레오는 갑자기 사라져 버리고 레오가 없는 순례단은 혼란스런 상황에 처하게 되어 결국은 여행을 중단하기에 이른다. 몇년 후 레오를 찾았을 때 그는 단지 하인이 아닌 순례단을 후원한 교단의 가장 높은 곳에 위치한 사람이었다는 것을 알게 되었다. 이와 같이 서번트 리더십은 필요한 욕구를 채워주고 지친 영혼을 위로해주며 방향 제시까지 해주던 여행단의 하인인 레오로부터 아이디어를 얻어서 고안되었다. 이런 생각을 가지고 그린리프는 1970년에  “The Servant as Leader"를 출간했다. 이 책에서 그는 최고의 리더는 하인, 즉 조직원들을 첫 번째로 생각하고 서번트 리더를 위한 핵심 도구는 경청, 설득, 직관과 통찰력, 언어 사용, 그리고 결과의 실제적인 측정이라고 주장했다. 그의 연구와 서적들은 관리, 리더십, 조직 개발, 평가 그리고 13개의 다른 규율들에 다양하게 영향을 끼치고 있다. 그는 1990년에 사망하였다.[1][4] 그가 사망하고 20년 뒤인 1996년, 미국의 경영 관련 서적 전문출판사인 jossey-Bass사가 “On Becoming a servant leader”를 출판하면서부터 서번트 리더십은 경영학계에서 주목을 받기 시작하였다.

## 특징

### 서번트 리더의 특성
- 인내

위기상황일수록 인간은 여러 가지 충동을 억제하기 힘들다. 이러한 상황에서 충동이 아닌 원칙에 따른 대응을 할 수 있는 인내심을 함양하는 것은 리더십의 본질이다. 서번트 리더는 그 중에서도 특히 인간관계에서의 인내와 자제를 중시하며 분노를 잘 참을 줄 아는 사람이다. 조직 구성원들은 리더가 마음대로 대해도 되는 대상이 아니다. 서번트 리더는 직원들의 존엄성을 존중하면서 감정을 앞세우지 말고 올바른 방식으로 직원들의 잘못된 부분을 지적해야 한다.
- 친절

친절의 사전적 의미는 ‘타인을 향한 관심과 이해, 격려의 표현’이다. 그리고 또 한 가지는 ‘타인에 대해 예의를 갖추는 것’이다. 친절을 베풀기 위해서는 관심을 표현해야 하며 예의를 갖추어야 한다. 원만한 관계는 타인을 인정하고 격려하며 예의를 갖추는 데서 비롯된다. 모든 인간의 내면에는 인정받고자 하는 욕구가 숨어있음으로 친절은 이러한 인간의 욕구를 충족시킬 수 있는 중요한 속성이다.
- 겸손

겸손이란 진실하고 가식이 없으며 거만하거나 뽐내지 않는 것이다. 겸손한 리더는 자신의 가치관과 도덕성에 부합하거나 옳은 일이라고 판단될 때에는 주어진 임무나 목표를 향해 강한 열정과 추진력을 보인다. 겸손한 리더는 자신에게 부족한 점을 있는 그대로 인정하고 그러한 자신의 실체를 비하하기 보다는 이를 개선하기 위해 노력하기 때문에 열등감을 갖지 않는다. 그렇기 때문에 겸손한 리더는 언제나 타인의 견해에 귀를 기울이고 반대 의견도 폭넓게 수용한다. 또한 겸손한 리더는 타인의 가치를 인정하고 스스로를 부각시키기 위해 애쓰지 않는다. 자신이 누구인지 명확히 알고 있기 때문이다.
- 존중

훌륭한 서번트 리더는 언제 어떤 경우든 주변 사람들을 소중한 존재로 대한다. 상대방에게 존중을 표현하는 가장 효과적인 방법은 사람들에게 어느 정도의 책임을 위임함으로써 그들의 성장과 자기계발을 돕는 것이다. 적정 수준의 위임은 당사자의 능력과 기술을 인정하고 존중한다는 의미이다. 서번트 리더에게 있어 모든 사람은 소중한 존재로 다만 직무와 책임의 차이, 그리고 그 책임의 달성 여부에 따른 시장의 보상 방식의 차이가 있을 뿐이다.
- 무욕

무욕이란 타인의 욕구를 충족시키는 것이다. 서번트 리더는 타인을 위해 봉사하고 희생해야 하며 우리의 기대와 욕구보다 타인들의 최선을 기꺼이 추구하겠다는 의지가 필요하다. 서번트 리더십은 타인을 고치고 변화시키는 것이 아니라 내 자신을 변화, 발전시키는 것을 의미한다. 이는 우리 집 앞마당부터 깨끗이 치울 때 비로소 아름다운 거리가 만들어지는 것과 같은 이치이다.
- 용서

용서의 정의는 적대감을 극복하는 것이다. 리더의 주변 사람들은 예외 없이 실수를 하게 마련이다. 그러므로 리더는 타인의 한계와 불완전함을 인정하고 인내하는 기술(습관)을 배양해야 한다. 아울러 사람들로 인해 상처받거나 낙담하면서 생겨나는 적대감을 극복하는 기술도 배워야 한다. 용서란 그릇된 행동이 낳은 결과를 당사자들과 충분히 이야기하면서 적대감을 조금씩 극복하는 과정을 말한다.
- 정직

정직은 속이지 않는 것이다. 정직은 신뢰를 형성하는 가장 큰 요인이다. 정직한 리더와 일하는 사람들은 자신의 행동에 대해서도 무거운 책임의식을 느낀다. 직원들에게 책임의식을 부여하는 것은 리더의 몫이다.
- 헌신

헌신은 선택에 충실한 것으로 정의되어 있다. 강한 의지와 헌신적인 노력 없이는 지금껏 언급한 모든 자질들이 아무 의미가 없다. 최고의 서번트 리더는 자신의 선택을 충실히 실천하기 위해 노력하는 사람이다. 서번트 리더십은 개인과 조직 모두의 지속적인 성장을 위한 헌신과 열정을 요구한다. 약속을 준수하고 시작한 일을 마무리하려는 열정, 올바른 일을 추구하고 최선의 존재가 되려는 열정, 이 모든 것들이 서번트 리더십의 필요조건이다. 팀원들을 위해 묵묵히 헌신하는 것이야말로 서번트 리더십의 본질이다. 헌신이란 올바른 길을 추구한다는 도덕적 용기가 있을 때 비로소 가능하다. 도덕적 용기란 내면의 양심에서 울려나오는 소리를 듣겠다는 의지, 생소하고 개인적인 위험을 감수하더라도 올바른 일을 하겠다는 의지를 말한다. 또한 직원들이 올바른 행동을 하는 데 걸림돌이 되는 것들을 제거해주겠다는 단호한 결의도 여기에 포함된다.
- 타인의 욕구 충족

서번트 리더는 타인의 욕구를 충족시킬 줄 알아야 한다. 이 때 주의할 점은 타인의 욕구와 욕망을 명백히 구분할 줄 알아야 한다는 것이다. 서번트 리더는 일종의 봉사자이다. 그러나 타인의 욕구가 아닌 욕망을 충족시키는 리더는 봉사자 보다는 노예에 가깝다. 욕구는 'Need'의 개념으로써 ‘인간의 진정한 행복을 위해 요구되는 물질적 또는 심리적 요구 조건’을 뜻한다. 욕구의 예는 ‘자아실현의 욕구’, ‘의미와 대의를 향한 욕구’, ‘존중 받고 싶은 욕구’, ‘뛰어난 조직에 소속되고자 하는 욕구’ 등으로 정신적 가치와 관련과 깊다. 반면 욕망은 'Want'의 개념으로써 ‘물질적 또는 심리적으로 특별한 중요성이 없는 단순한 바람 또는 희망’을 의미한다. 욕망의 예는 봉급, 승진, 휴가 등으로써 물질적 가치와 관련된다.
- 권위

권력의 정의는 ‘타인의 선택 여부와 상관없이 자신의 지위나 힘을 이용하여 타인이 자신의 의도대로 행동하도록 강요 또는 강제하는 능력’이다. 반면 권위는 ‘자신의 개인적 영향력을 통해 타인이 자신의 의도대로 기꺼이 행동하도록 하는 기술’을 뜻한다. 따라서 권력과 권위는 엄연히 다른 개념인데 서번트 리더십은 이 중 권위에 기반하여 형성된다. 권력은 직함이나 지위 등으로부터 형성된다. 리더가 권력을 통해 조직 구성원들에게 영향력을 행사할 수 있는 것은 엄연한 사실이지만 권위가 결여된 이러한 영향력은 일반적으로 오래 유지될 수 없다. 권력을 통해 장기간 지속되는 영향력은 리더와 조직 구성원 간의 기본적인 인간관계를 저해시키기 때문이다. 이와 달리 권위는 타인의 욕구를 충족시키기 위한 ‘봉사’와 ‘희생’의 정신으로부터 형성된다. 권위를 바탕으로 한 리더는 조직 구성원의 건설적 발전을 위해 노력하고 이를 통해 조직 구성원은 리더의 인격체 자체에 대한 존경심을 갖게 된다. 따라서 권위를 매개체로 한 리더와 조직 구성원의 관계는 서로에 대한 신뢰를 바탕으로 하며 이러한 권위로부터 생성된 서번트 리더십은 조직 구성원에 대해 강하고 광범위한 영향력을 갖는다.

### 전통적 리더십과의 비교
- 자원에 대한 인식

서번트 리더는 조직의 목적을 달성하는데 있어서 가장 중요한 자원이 부하들이라고 생각하고 있으며, 부하들의 업무 추진 과정에서 자신은 부하들의 성장을 도와주고 능력을 육성시킬 의무가 있다고 생각한다.
반면에 전통적 리더는 부하를 자신이 활용할 수 있는 여러 가지 자원 중의 하나라고 생각한다. 이들은 과제를 우선적으로 보기 때문에 부하들은 자신이 지시한 것의 결과를 만들어 내는 대상이 될 뿐이다. 따라서 전통적인 리더는 일과 구성원과의 관계에서 일의 결과, 추진 과정 및 방법 등에 더 많은 관심을 가지고 있다.
- 조직의 생산성 측정

서번트 리더는 조직의 생산성을 측정할 때 조직의 과업이 사람보다 먼저 일 수 없다는 사람중심의 리더십 철학을 가지고 일의 결과와 함께 구성원들의 자발적인 행동의 정도를 평가는 한다.
전통적 리더는 인간보다는 과제중심의 관리에 치중하기 때문에 시간이나 경비, 또는 생산량등 가시적이며 양적인 기준을 중심으로 평가한다.
- 부하직원에 대한 믿음과 임파워먼트

서번트 리더는 부하들이 스스로 움직일 때 조직의 성장에 가장 큰 힘이 된다는 믿음하에 부하의 능력을 믿으며, 업무와 관련하여 그들의 판단을 존중하고, 부하들에게 권한을 위임하고 부하들이 그러한 권한을 행사하면서 업무를 추진할 때 부딪히는 애로사항을 제거해 주기 위해서 노력한다. 부하의 능력이 부족한 경우, 필요한 자원을 지원해 주거나 리더가 직접 부하를 코칭하기도 한다.
전통적 리더는 자신의 경험과 지식이 부하의 지식보다 우위에 있다고 생각하기 때문에 부하들을 자신의 틀 안에 가두려 든다. 그들은 부하들의 비판이나 반대의견을 무시하는 경향이 있다.
- 부하직원에 대한 투자와 커뮤니케이션 방법

서번트 리더는 자기 시간 중 많은 시간을 구성원을 위하여 사용한다. 즉, 서번트 리더는 업무 현장을 돌아다니며, 구성원들의 애로사항을 경청하고, 이를 해결하기 위하여 대부분의 시간을 할애한다. 서번트 리더는 목표수립 과정에서 부하와의 커뮤니케이션을 활성화 시켜 크고 작은 정보를 모두 공유하는 반면, 전통적 리더는 상의하달식의 일방적 커뮤니케이션에 익숙해 있다. .
| 범주        | 전통적 리더십       | 서번트 리더십         |
| ----------- | ------------------- | --------------------- |
| 관심영역    | 일의 결과           | 일 추진시 장애요인    |
| 가 치 관    | 자기 중심적         | 개방적                |
| 인재        | 여러 자원 중 하나   | 가장 중요한 자원      |
| 우선사항    | 과제가 우선         | 사람이 우선           |
| 관계        | 상명 하복           | 존중과 관심           |
| 추진 방식   | 자기 방식 강조      | 아이디어를 구함       |
| 생 산 성    | 시간과 경비, 생산량 | 부하들의 자발성 정도  |
| 시간 관념   | 부족                | 창출                  |
| 경쟁의 시각 | 내부 경쟁을 조장    | 지나친 개인 경쟁 경계 |
| 평 가       | 최종 결과 중심      | 노력 정도에 대한 평가 |

### 변혁적 리더십과의 비교
- 리더의 역할

서번트 리더는 구성원에 대한 봉사를 기반으로 구성원의 만족, 성장, 봉사의 몰입, 사회적 개선등 정신적인 것을 생성하는 문화를 구축하는 것을 목표로 한다. 구성원에게 선을 제공하고 구성원들에게 최선인 것을 실행하므로 공동선을 추구한다. 변혁적 리더는 조직의 목표를 향한 구성원의 고취하여 목표와의 일치 노력의 증가, 만족도, 조직이 얻는 생산성등 역동적인 문화를 형성한다. 또한 조직에 선을 제공하고 조직의 사명을 수행하기 위한 의지와 열정에 대한 동기부여를 한다.
- 구성원들의 반응

현명하고 자유롭고 자율적인 사람이 되는 것이 서번트 리더십이 이끄는 구성원의 모습이다. 리더의 섬김을 모방하여 상호 관계적인 힘을 만들어 낼 수 있다. 변혁적 리더십이 이끌어내는 구성원은 조직의 목표를 추구하는 것에 초점을 둔다. 고양된 동기와 추가적인 노력을 통해서 이러한 결과를 이끌어 낸다.
- 리더의 카리스마

서번트 리더는 겸손과 정신적인 통찰력을 밑바탕에 두고 섬김에 초점을 둔 삶의 방식의 실행과 비전을 가지고 있으며 이를 통해 구성원의 자율성과 도덕적 발전, 구성원과 조직의 공동선 강화를 이끌어낸다. 변혁적 리더는 리더 훈련과 기술을 가지고 구성원들을 변화시켜 리더 혹은 조직의 목표달성, 구성원의 개인적 발전을 이끌어낸다.
| 범주                   | 변혁적 리더십                                                                | 서번트 리더십                                                                |
| ---------------------- | ---------------------------------------------------------------------------- | ---------------------------------------------------------------------------- |
| 이론의 본질            | 규범적                                                                       | 규범적                                                                       |
| 리더의 역할            | 조직의 목표를 향한 구성원의 고취                                             | 구성원에 대한 봉사                                                           |
| 구성원의 역할          | 조직의 목표를 추구하는 것                                                    | 현명하고 자유롭고 자율적 사람이 되는 것                                      |
| 도덕성 요인            | 특별히 명시하지 않음                                                         | 명시되어 있음                                                                |
| 기대 결과              | 목표와의 일치, 노력의 증가, 만족, 조직이 얻는 생산선 등 역동적인 문화를 형성 | 구성원의 만족, 성장, 봉사의 몰입, 사회적 개선 등 정신적인 것을 생성하는 문화 |
| 동기부여               | 조직에 선을 제공, 조직의 사명을 수행을 위한 의지와 열정                      | 구성원에게 선을 제공하고 구성원들에게 최선인 것을 실행하므로 공동선 추구     |
| 배경                   | 개조/변화                                                                    | 정적인 외부환경                                                              |
| 카리스마의 원천        | 리더 훈련과 기술                                                             | 겸손, 정신적인 통찰력                                                        |
| 상황                   | 일방향적인 힘                                                                | 상호관계적인 힘                                                              |
| 카리스마적 재능의 본질 | 리더 혹은 조직의 목표 달성, 구성원의 개인적 발전                             | 섬김에 초점을 둔 삶의 방식의 실행과 비전                                     |
| 부하들의 반응          | 고양된 동기, 추가적인 노력                                                   | 리더의 섬김에 대한 모방                                                      |
| 카리스마의 결과        | 리더 혹은 조직의 비전과 가치추구, 목표달성, 구성원의 개인적 발전             | 구성원의 자율성과 도덕적 발전, 구성원과 조직의 공동선의 강화                 |
| 개인 수준              | 지도를 희망 모델링                                                           | 봉사를 희망 서번트                                                           |
| 개인 간 수준           | 구성원을 고취시키는 리더                                                     | 구성원에게 봉사하는 리더(상호관계)                                           |

## 장점 및 단점

### 장점
- 조직 개발에 헌신

이 리더십은 부하 직원을 지배하고 리더가 말하는 리더십 스타일에서 벗어나, 오히려 부하 직원을 최대한 활용하고 수행하도록 영감을 준다. 또한 이 리더십은 자신의 역할을 적극적으로 설정하고 수행하는 부하 직원을 격려한다. 서번트 리더십은 팀웍과 관계 구축에 큰 중요성을 배치하는데 팀에 각 사람은 전문 지식보다는 계급 또는 제목을 기반으로 서로 다른 시간에 서로 다른 역할을 한다. 즉 서번트 리더십은 가치 기반 관리의 발전을 촉진하여 기업이 나아갈 수 있는 최대한의 상태를 만든다.
- 개인 능력의 극대화

서번트 리더십을 효율적으로 이용하면 각 조직원들이 조직에 자신의 독특한 기술과 경험을 최대한 활용할 수 있도록 도울수 있다. 이는 조직에 결과론적 측면에서 이점을 발생시킨다. 그리고 조직원 모두가 어떠한 결정에 참여하도록 유도하여 각 조직원 스스로가 그들만의 핵심적인 수행 지표를 설립할 수 있도록 돕는다. 그리고 서번트 리더십을 사용하면 조직의 임무와 목표를 조직원들의 눈높이에서 정할 수 있어서 근로자가 자신의 능력을 최대한 효율적으로 활용하고 자신의 삶과 일에균형을 가져올 수 있도록 설계할 수 있다.

### 단점
- 권한의 부족

서번트 리더십은 업무에 있어서 조직의 전반적인 권한을 최소화시킨다. 따라서 각자 지위에서 서로에게 필요한 것을 제대로 요구하지 못하는 경우가 발생할 수도 있다.
- 업무 효율성 감소

서번트 리더십을 이용한 방법은 업무를 수직적 관계하에 효율적인 방식으로 처리하던 전통적 리더십에 비해 성과를 발하기까지 비교적 많은 시간이 걸린다.

## 이론적 연구 동향
- Greenleaf(1970)는 조력자로서의 리더는 존중, 봉사, 정의, 정직 그리고 공동체 윤리 등의 다섯 가지 원칙에 입각하여 경청하고 공감대를 가지고 고쳐 나가고 깨닫고자 노력하여야하며 설득해 나가야 할 뿐만 아니라 자신의 능력 개발을 통해 위대한 꿈을 실현 하는 것 최선을 다하고 선견지명으로서 스튜어드십을 발휘하며 사람을 성장 하도록 하는데 몰입하고 공동체 의식을 구축하도록 노력해야한다는 특성과 요건을 제시하였다.[13]

- Bass(1990)는 구성원들이 자신의 성장 욕구와 자기 표현 성숙의 욕구를 만족시키는 수단으로 조직의 목표를 제시하고 일치시키는 리더십을 보여주는 조직이 가장 효과적인 조직임을 강조하고 있다. 서번트 리더십은 부하를 존중하고 그들에게 창의성을 발휘할 기회를 제공함으로써 성장을 돕고 부서 혹은 팀이 진정한 공동체를 이루도록 이끌어가는 리더십이다.[14]

- Spears(1995)는 Greenleaf(1970)의 이론에 기초하여 서번트 리더십을 모든 사람의 존엄성과 가치에 대한 믿음, 리더의 권력은 부하로부터 기인한다는 민주적인 원칙에 입각한 리더십이라고 표현하면서 경청(listening), 공감(empathy), 치유(healing), 설득(persuasion), 인지(awareness), 통찰(foresight), 비전의 제시(conceptualization), 청지기의식(stewardship), 구성원의 성장(commitment to growth), 공동체형성(community building) 등 10가지를 서번트 리더십의 하위 행동 특성으로 제시하였다.[15]

- Senge(1995)는 서번트 리더십을 모든 사람의 존엄성과 가치에 대한 믿음, 리더의 권력은 부하로부터 기인한다는 민주적인 원칙에 입각한 리더십이라고 표현 하면서 서번트 리더십에 의해 모든 구성원들이 부서나 팀의 일에 자발적으로 참여함으로써 학습이 촉진된다고 주장하였다.[16]

- Sims(1997)는 서번트 리더십을 ‘부하의 인간으로서의 존엄성과 가치를 존중하고 그들의 창조적인 역량을 일깨워주는 리더십’이라고 정의하면서 서번트 리더십 차원을 솔직한 대화(communicatehonestly), 상대의 입장이해(be vulnerable not promoting self), 공유비전의 촉진(promote ashares vision), 타인의 필요를 위한 노력(use power to care others'needs), 성장(builds up others), 공동체 형성과 협력 장려(builds community and collaboration)등으로 구분하였다.[17]

- Boyer(1999)는 서번트 리더십을 섬세하며 경청하는 리더,부하들과 동료들의 발전을 장려하고 권한을 위임하는 리더로 정의하였다. 또한 Boyer는 서번트 리더를 구별해 내기 위하여 질문하고 이해하려고 노력하는 사람(asking and understanding), 격려하고 보살피며 편안한 분위기를 만들려고 노력하는 사람 (encouraging and caring & open), 부하를 존중하는 사람(respectful and appreciation), 도덕성을 갖춘 사람(authentic and direct), 권한을 위임하고 학습을 장려하는 사람(second-place), 관계와 공동체를 형성하는 사람(relational), 부하의 가능성을 신뢰하는 사람(trust)의 7개 차원으로 서번트 리더십의 차원을 분류하였다.[18]

- Patterson(2003)은 아가페적 사랑, 겸손, 이타주의, 비전, 신뢰, 임파워먼트 그리고 서비스의 서번트 리더십을 위한 7가지 구성 요인들을 제시하였다.

- Dennis& Bocarnea(2005)는 Patterson의 연구를 바탕으로 각각 임파워먼트, 사랑, 겸손, 신뢰 및 비전의 5개 요소의 척도를 개발하였다.[19]

- Barbuto& Wheeler(2006)는 Spears의 10가지 특성들과 소명(calling)을 결합한 후 요인 분석을 한 결과 이타적소명, 감정적 치유, 지혜, 설득, 조직의 청지기정신 등 5가지 요인을 제시하였다.[20]

- Daft(2008)는 서번트 리더십이란 리더가 자신의 이익보다 우선하여 다른 사람의 욕구를 채워주고 다른 사람의 성장을 도와주며 물질적, 감성적으로 이득을 얻을 수 있는 기회를 제공하는 리더십이라고 하였다.[21]

## 같이 보기
- 변혁적 리더십
- 리더십
- 진성리더십
- 카리스마리더십